# Communauté de communes du canton de Champtoceaux
La communauté de communes du canton de Champtoceaux est une ancienne communauté de communes française située dans le département de Maine-et-Loire et la région Pays de la Loire.
La création de la commune nouvelle d'Orée d'Anjou entraîne sa suppression à la date du 15 décembre 2015 et ses compétences sont transférées à Orée d'Anjou.
Elle se situait dans la région des Mauges et faisait partie du syndicat mixte pays des Mauges. 

## Composition
La communauté de communes du canton de Champtoceaux regroupait neuf communes :
| Nom                          | Code Insee | Gentilé            | Superficie (km2) | Population (dernière pop. légale) | Densité (hab./km2) |
| ---------------------------- | ---------- | ------------------ | ---------------- | --------------------------------- | ------------------ |
| Champtoceaux (siège)         | 49069      | Castrocelsiens     | 15,54            | 2 922 (2024)                      | 188                |
| Bouzillé                     | 49040      | Buzilliacéens      | 18,39            | 1 508 (2013)                      | 82                 |
| Drain                        | 49126      | Drainois           | 19,05            | 2 089 (2013)                      | 110                |
| Landemont                    | 49172      | Landemontais       | 18,67            | 1 726 (2013)                      | 92                 |
| Liré                         | 49177      | Liréens            | 31,81            | 2 494 (2013)                      | 78                 |
| Saint-Christophe-la-Couperie | 49270      | Christoforiens     | 8,29             | 850 (2013)                        | 103                |
| Saint-Laurent-des-Autels     | 49296      | Laurentais         | 18,55            | 2 286 (2013)                      | 123                |
| Saint-Sauveur-de-Landemont   | 49320      | Saint Salvatoriens | 11,69            | 923 (2013)                        | 79                 |
| La Varenne                   | 49360      | Varennais          | 14,35            | 1 736 (2013)                      | 121                |

## Historique
Historiquement l'ensemble du périmètre de l'intercommunalité, à l'exception de la commune de Bouzillé et en l'absence de la commune du Fuilet, constitue la partie Nord des Marches d'Anjou et de Bretagne dans l'évêché de Nantes sous l'Ancien Régime.[réf. nécessaire]
Le SIVOM (syndicat intercommunal à vocation multiple) créé en 1964 s'est transformé en communauté de communes le 1er juillet 1995.
En 2010, l'intercommunalité complète ses compétences en y ajoutant la protection et mise en valeur de l'environnement.
En septembre 2013, l'intercommunalité modifie ses statuts.
En 2014, un projet de fusion de l'ensemble des communes de l'intercommunalité au sein d'une commune nouvelle se dessine. L'ensemble des conseils municipaux se sont prononcés favorablement sur le projet de cette nouvelle entité entre le 1er et le 8 juillet 2015, laquelle a été baptisée Orée d'Anjou.

## Administration

### Présidence
| Période                                  | Période | Identité      | Étiquette | Qualité                             |
| ---------------------------------------- | ------- | ------------- | --------- | ----------------------------------- |
| 2001                                     | 2008    | Bernard Staub |           | Maire de La Varenne (2001-2008)     |
| 2008                                     | 2015    | André Martin  | DVD       | Maire de Saint-Sauveur-de-Landemont |
| Les données manquantes sont à compléter. |         |               |           |                                     |

## Population

### Démographie
| 2000 | 2002 | 2004 | 2006   | 2009   | 2012   |
| ---- | ---- | ---- | ------ | ------ | ------ |
| -    | -    | -    | 14 189 | 15 123 | 15 824 |

### Logement
On comptait en 2009, sur le territoire de la communauté de communes, 6 641 logements, pour un total sur le département de 360 144. 90 % étaient des résidences principales, et 76 % des ménages en étaient propriétaires.

### Revenus
En 2010, le revenu fiscal médian par ménage sur la communauté de communes était de 17 431 €, pour une moyenne sur le département de 17 632 €.

## Économie
Sur 1 016 établissements présents sur l'intercommunalité à fin 2010, 30 % relevaient du secteur de l'agriculture (pour 17 % sur l'ensemble du département), 8 % relevaient du secteur de l'industrie, 13 % du secteur de la construction, 41 % du secteur du commerce et des services (pour 53 % sur le département) et 22 % de celui de l'administration et de la santé.